# Shaft in Afrika
Shaft in Afrika ist ein Blaxploitation-Film aus dem Jahr 1973 mit Richard Roundtree in der Hauptrolle. Der Film ist der dritte aus der Shaft-Reihe. Die Charaktere basieren auf den Shaft-Romanen von Ernest Tidyman.

## Handlung
John Shaft macht Bekanntschaft mit einem ostafrikanischen Emir und dessen Schergen, die ihn überwältigen und entführen. Kurz darauf stellt sich heraus, dass es sich um einen Test handelte, der Shafts Fähigkeiten überprüfen soll. Shaft wird angeheuert, um einer Bande europäischer Menschenhändler unter Führung eines gewissen Vincent Amafi (Frank Finlay) das Handwerk zu legen und dabei den Tod des Sohnes des Emirs aufzuklären. Dafür soll er, nachdem er von Aleme (Vonetta McGee), der Tochter des Emirs, einen Crashkurs in afrikanischen Sprachen und Landeskunde bekommen hat, nach Äthiopien fliegen, um sich dort von den Schleusern zum Schein anheuern zu lassen. Dabei verliebt er sich in die Tochter des Emirs. Der Plan funktioniert, und Shaft macht sich auf den Weg nach Europa. Da Amafi aber einen Spitzel im Lager des Emirs hat, ist die Schleuserorganisation gewarnt und versucht mehrfach, ihn umzubringen. Trotzdem gelangt er mit einer Handvoll Afrikanern als illegaler Einwanderer nach Paris, wo es zum Showdown kommt.

### Politische Bezüge
Der Film betont die gängigen Aspekte des Blaxploitation-Genres, stellt aber auch die alten afrikanischen Kulturen heraus. Mehrfach finden sich Bezüge zur internationalen Schwarzenbewegung. Wiederholt wird Afrika als „Mutterland“ der Schwarzen herausgestellt. Außerdem geht es auch um Beschneidung weiblicher Genitalien – im Film steht Aleme eine Klitoris-Beschneidung bevor, durch Shafts Einfluss entscheidet sie sich jedoch entgegen ihrer anfänglich sehr positiven Einstellung schließlich gegen die Beschneidung. Ein Großteil des Filmes wurde in der äthiopischen Hauptstadt Addis Abeba gedreht.

### Deutsche Version
In der deutschen Übersetzung wurden einige Bezüge zu Deutschland gestrichen; in einer der ersten Szenen besteht Amafi auf der „Lieferung“ von 700 Schwarzen nach Düsseldorf; in der deutschen Version wurde Düsseldorf durch Paris ersetzt. Zahlreiche politische Anspielungen wurden in der deutschen Synchronisation nicht mitübersetzt.

## Kritik
Filmdienst 3/1974: Eine routinierte Mischung aus Krimi-, Action- und Agententhriller, effektvoll mit Brutalität, Sex und Scheinkritik angefüllt.

„Obwohl die Geschichte diesmal äußerst dünn ist, bietet auch der dritte "Shaft"-Film […] effektvolles Actionkino.“

„Auch der letzte Teil der Shaft-Trilogie überzeugt mit satter Black Power. In seiner Paraderolle kehrte Richard Roundtree noch für sieben TV-Abenteuer zurück. Die Nachklappe besaßen allerdings deutlich weniger Tempo als die erfolgreichen Kinofilme.“

## Trivia
- Shaft in Afrika war der letzte der klassischen Shaft-Filme mit Richard Roundtree. Im Jahr 2000 spielte Samuel L. Jackson den gleichnamigen Neffen von John Shaft.
- Shaft fährt einen roten Alfa Romeo Giulia GT. Der Wagen ist in allen vier Filmen das einzige europäische Auto, das Shaft fährt.
- Die äthiopische Schrift, die mehrmals in dem Film auftaucht, heißt gə'əz und wird nur in Äthiopien und Eritrea benutzt.
- Das Titellied Are You Man Enough? wird von den Four Tops gesungen.